# Francisco Silva
Francisco Andrés Silva Gajardo (Quillota, 1986. február 11. –) chilei válogatott labdarúgó, jelenleg az Osasuna játékosa. Posztját tekintve védekező középpályás.

## Sikerei, díjai
Universidad Católica
- Chilei bajnok (1): 2010
- Chilei kupagyőztes (1): 2011

## Külső hivatkozások
- Francisco Silva a national-football-teams.com honlapján